# Longipalpus palauensis
Longipalpus palauensis là một loài bọ cánh cứng trong họ Cerambycidae.